# روبرت غرانت (لاعب كرة قدم أمريكية)
روبرت غرانت (بالإنجليزية: Rupert Grant)‏ هو لاعب كرة قدم أمريكية أمريكي، ولد في 5 نوفمبر 1973.